# Diana Buzoianu
Diana-Anda Buzoianu (ur. 16 maja 1994 w Braszowie) – rumuńska polityczka i prawniczka, deputowana, od 2025 minister środowiska, gospodarki wodnej i leśnictwa.

## Życiorys
W 2017 ukończyła studia prawnicze na Uniwersytecie Bukareszteńskim. Organizowała w Bukareszcie oddział studenckiej organizacji prawniczej NILS. Pracowała jako prawniczka w firmie Reff & Associates, powiązanej z przedsiębiorstwem Deloitte.
W 2018 dołączyła do partii PLUS Daciana Cioloșa, później została działaczką Związku Zbawienia Rumunii. W 2020 po raz pierwszy uzyskała mandat posłanki do Izby Deputowanych. Z powodzeniem ubiegała się o reelekcję w wyborach w 2024.
W czerwcu 2025 objęła urząd ministra środowiska, gospodarki wodnej i leśnictwa w rządzie Ilie Bolojana.